# Cerro Largo Fútbol Club
El Cerro Largo Fútbol Club, conegut com a Cerro Largo, és un club de fútbol uruguaià de la ciutat de Melo, al departament de Cerro Largo. Actualment disputa la Primera Divisió uruguaia.
El club fou fundat en 2002 per representar el departament de Cerro Largo en la Associación de Futbol del Uruguay i va entrar directament en la Segona Divisió Uruguaia, i al final de la temporada, es classificà 9è. En la temporada 2007/08, es classificà en 2n lloc, on tenia garantit accés a Primera División. En 2012, disputa per primera vegada una competició internacional, la Copa Sud-Americana, on va ser eliminat en la primera fase per Club Aurora. En 2020, classificó per la Copa Libertadores, després de quedar en 3r en el Torneig Clausura.

## Palmarès
- Segona Divisió: 1

2018